# Nisreen Elsaim

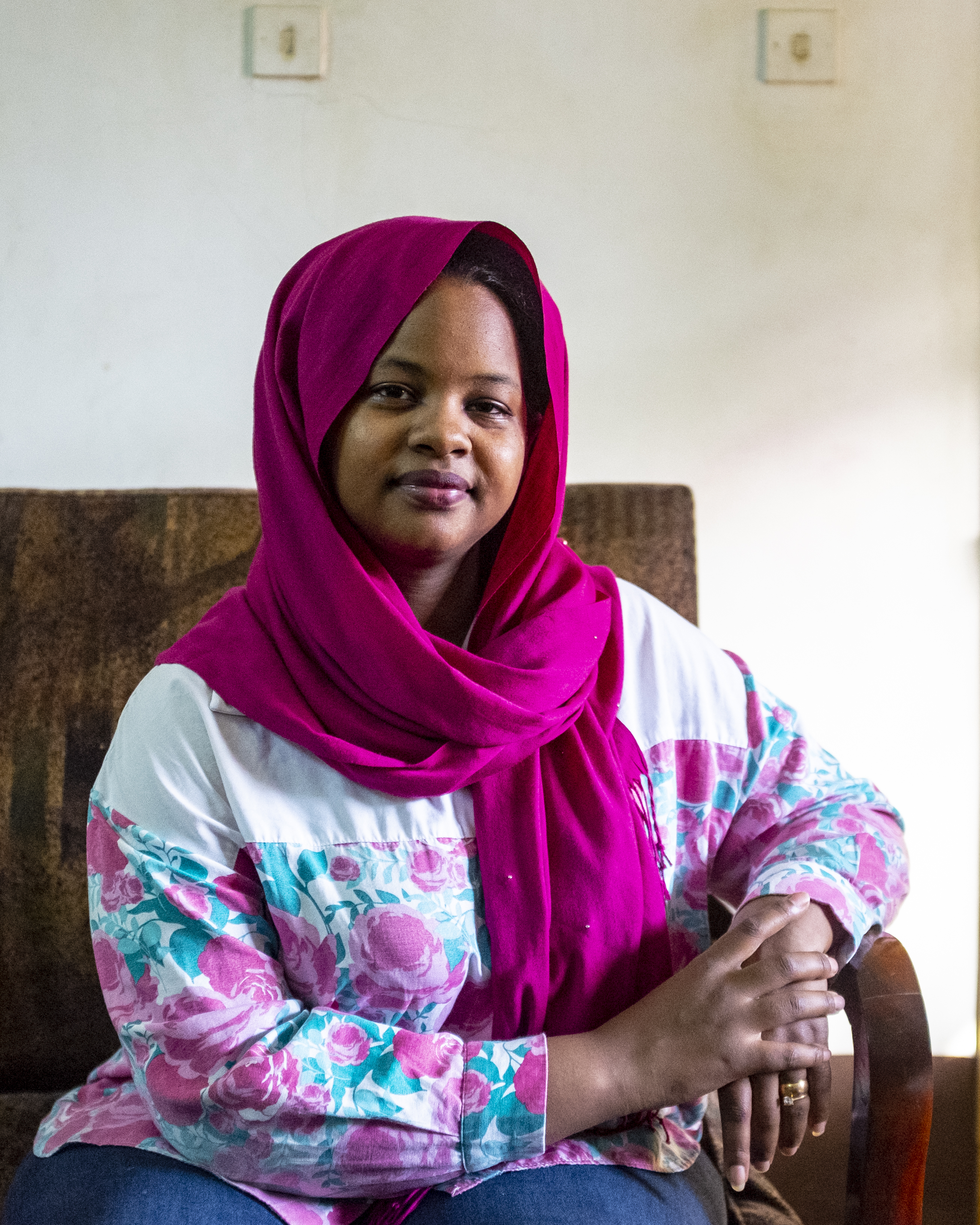
Imagem da activista sudanesa Nisreen Elsaim.

Nisreen Elsaim é uma jovem activista climática sudanesa. Ela faz parte do Grupo de Aconselhamento Juvenil das Nações Unidas sobre Mudanças Climáticas após uma nomeação pela Aliança Pan-Africana para a Justiça Climática. Elsaim é presidente da Sudan Youth for Climate Change. Ela foi uma organizadora da Cimeira do Clima da Juventude 2019.
Elsaim é graduada em Física e Energia Renovável pela Universidade de Cartum. Ela está activamente envolvida no activismo jovem pelo clima desde 2012.